# Campyloneurum phyllitidis
Campyloneurum phyllitidis är en stensöteväxtart som först beskrevs av Carolus Linnaeus, och fick sitt nu gällande namn av Presl. Campyloneurum phyllitidis ingår i släktet Campyloneurum och familjen Polypodiaceae. Inga underarter finns listade.

## Bildgalleri

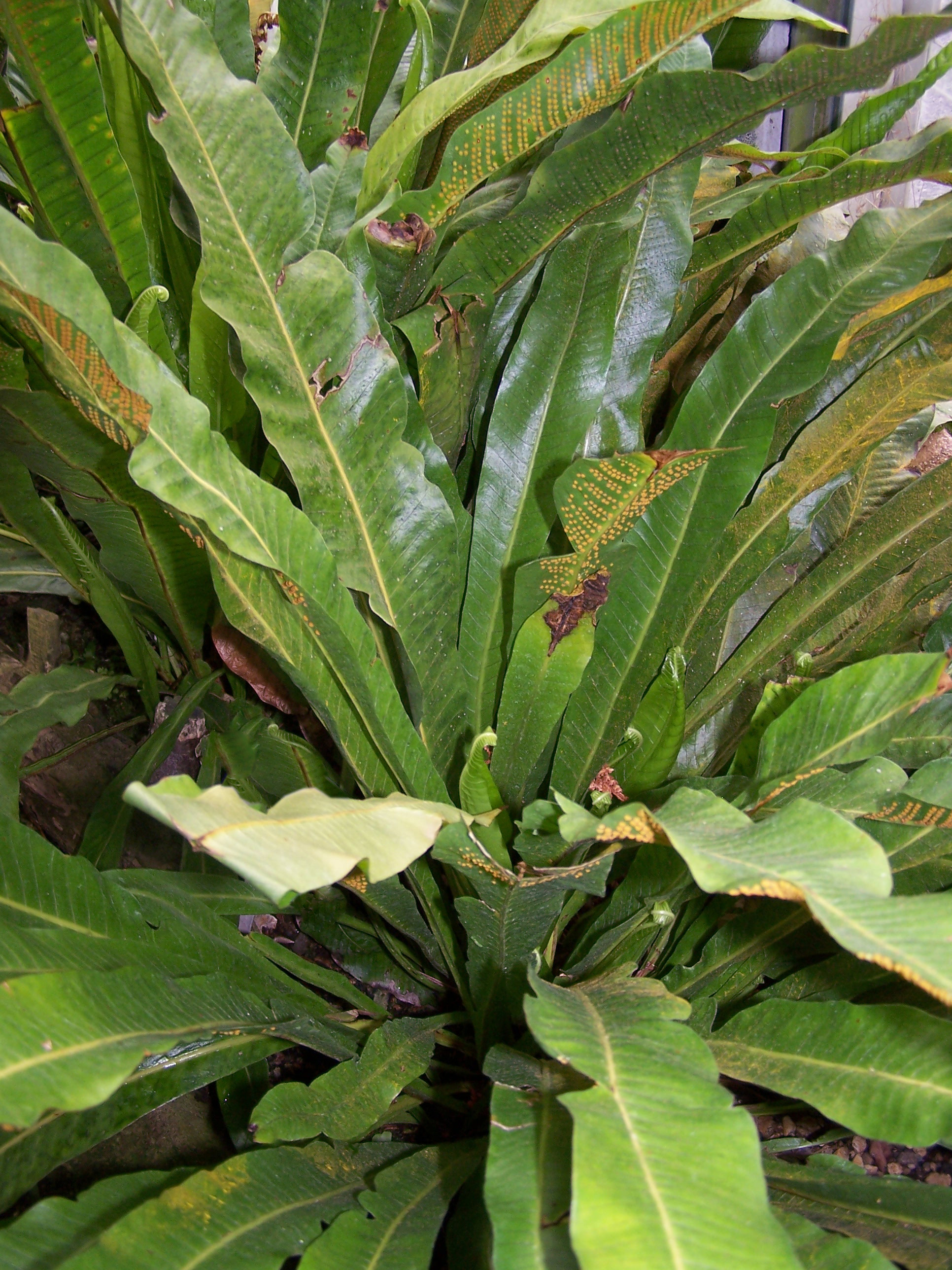